# Маккъртън (окръг, Оклахома)
Окръг Маккъртън (на английски: McCurtain County) е окръг в щата Оклахома, Съединени американски щати. Площта му е 4 924 km2, а населението – 34 402 души (2000). Административен център е град Айдабел.